# 26188 Zengqingcun
26188 Zengqingcun è un asteroide della fascia principale. Scoperto nel 1996, presenta un'orbita caratterizzata da un semiasse maggiore pari a 2,3169235 au e da un'eccentricità di 0,0916016, inclinata di 4,65865° rispetto all'eclittica.